# Mindrot
Mindrot byla americká doom/death metalová kapela z kalifornského Orange County založená roku 1989. Zakládajícími členmi byli zpěvák Adrian Leroux a baskytarista/klávesista Matt Fisher.
Mezi její hudební vzory patřily britské doom/death metalové spolky Paradise Lost, Anathema a také grindcoreové smečky Napalm Death a Carcass.
Debutní studiové album Dawning vyšlo pod hlavičkou amerického vydavatelství Relapse Records v roce 1995. Mindrot zanikli v roce 1998 po odchodu bubeníka Evana Killborna do ska punkové kapely Save Ferris. Celkem po sobě zanechali dvě dlouhohrající alba, mimo Dawning ještě Soul.

## Diskografie
Demo nahrávky
- 1990 Demo (1990)
- Live in the Studio Demo, February 1st, 1992 (1992)
- Faded Dream (1992)

Studiová alba
- Dawning (1995)
- Soul (1998)

EP
- Endeavor (1991)
- Forlorn (1995)

Split nahrávky
- Apocalypse / Mindrot (1991) – split 7" vinyl s kapelou Apocalypse

Samplery
- Lost in Time - Armageddon Is Here (2010) – 7" vinylový sampler firmy Off the Disk Records obsahující kapely Mindrot, Monument, Deformed Conscience, Battle of Disarm a Disrupt